# Książę i ja
Książę i ja (ang. Prince & Me) – amerykańsko-czeska komedia romantyczna z 2004 roku w reżyserii Marthy Coolidge, powstała na podstawie opowiadania Marka Amina i Katherine Fugate.

## Opis fabuły
Paige Morgan jest studentką medycyny w Wisconsin, a także wielbicielką motocykli. Dziewczyna ma w życiu jasno określony cel i dąży do zrealizowania go – chce skończyć studia i zostać lekarzem. Na swojej drodze do sukcesu napotyka Edwarda - następcę duńskiego tronu oraz wielbiciela kobiet i szybkich aut, który próbuje uciec przed życiem, jakie zostało mu narzucone. Wychowana na mlecznej farmie Paige podróżuje półciężarówką taty. Natomiast Edward dorastał w królewskim pałacu w Kopenhadze i kiedy znudzi mu się własne Lamborghini, przesiada się do limuzyny Królowej Matki.
Edward podejmuje studia i traktuje je jak odskocznię od przeznaczonego mu losu króla i sposób na odnalezienie siebie samego. Początkowo przyszły król znaczy dla dziewczyny tyle, co pomoc przy zdaniu egzaminu z Szekspira. Jednak z czasem zdają sobie sprawę, że coś do siebie czują.

## Obsada
- Julia Stiles jako Paige Morgan
- Luke Mably jako książę Edward (Eddie)
- Ben Miller jako Soren
- Miranda Richardson jako królowa Rosalinda
- James Fox jako król Haraald
- Alberta Watson jako Amy Morgan
- Zachary Knighton jako John Morgan
- Stephen O’Reilly jako Michael „Mike” Morgan
- Elisabeth Waterston jako Beth Curtis
- Eliza Bennett jako księżniczka Arabella
- Devin Ratray jako Scotty
- Clare Preuss jako Stacey